# Бернард Ярнтон Міллс
Бернард Ярнтон Міллс (англ. Bernard Yarnton Mills; 8 серпня 1920 — 25 квітня 2011) — австралійський астроном.

## Біографія
Народився в Австралії поблизу Сіднея (провінція Новий Південний Уельс), в 1940 закінчив Сіднейський університет, до 1960 працював у Раді науково-промислових досліджень (спочатку займався розробкою військових радарних систем). З 1960 працює в Сіднейському університеті (з 1965 — професор фізики і астрофізики), створив в цьому університеті групу радіоастрономії.
Основні праці в галузі радіоастрономії. Запропонував хрестоподібну систему радіотелескопа — вельми ефективну і просту інтерференційну систему, яка складається з двох ліній антен, розташованих у напрямках північ-південь і захід-схід, і має «олівцеву» діаграму спрямованості (хрест Міллса). Здійснив будівництво кількох таких радіотелескопів. Виконав радіоогляди південного неба — виміряв положення багатьох дискретних джерел, ототожнив їх з оптичними об'єктами, визначив кутові розміри. Виконав (1952) аналіз розподілу дискретних джерел по небу і прийшов до важливого висновку про існування як галактичних джерел, що концентруються у площині Галактики, так і позагалактичних, рівномірно розподілених по небу. Вивчав пульсари і їхній розподіл в Галактиці, знайшов (1970), що вони концентруються ближче до місцевої гілки і гілки Стрільця і що їхня середня відстань від галактичної площини збігається з відстанню залишків наднових від цієї ж площини. Брав участь у спостереженнях радіоджерел, включених в чотири каталоги обсерваторії Молонгло, і в аналізі цих каталогів. Провів детальне дослідження багатьох протяжних джерел південного неба, зокрема Магелланових Хмар.
Член Австралійської АН (1959) і Лондонського королівського товариства (1963). Медаль ім. Т. Р. Лайла Австралійської АН (1957), Медаль Гроут Ребера (2006).